# Hans Goldmann
Hans Goldmann (Chomutov, 25 novembre 1899 – Berna, 19 novembre 1991) è stato un medico oftalmologo ceco con cittadinanza svizzera.

## Biografia

### Famiglia e formazione
Goldmann nacque nel 1899 a Komotau (oggi Chomutov), una città vicino a Praga ai tempi dell'Impero austroungarico. Studiò in una scuola gesuitica dove i suoi insegnanti sin dall'inizio individuarono le sue notevoli predisposizioni per la matematica e per le scienze naturali ma anche per la filosofia. Da subito dimostrò notevoli capacità di memoria; si racconta che il fratello maggiore gli lesse il proemio dell'Iliade di Omero in greco e il sermone del cappuccino dal Wallenstein (Prima parte : l'accampamento) di Friedrich Schiller e che poi fu in grado di ripetergli parola per parola senza avere idea di cosa significassero. Era attratto dall'astronomia e voleva quindi diventare un astrofisico ma fu persuaso dai suoi genitori a fare qualcosa di più pratico “e per mancanza di qualcos'altro di meglio” decise di diventare un oftalmologo. Frequentò il liceo a Komotau; dopo il liceo, nel 1919 intraprese gli studi in medicina presso l'Università Carolina a Praga, a quel tempo uno dei maggiori centri universitari europei dove fu sicuramente influenzato da grandi personalità di spicco nel mondo della scienza come Albert Einstein, Ernst Mach, Moritz Schlick, Konrad Lorenz, Philipp Frank, Karl Popper che orbitavano in quegli anni intorno alla vivace realtà universitaria praghese. Concluse gli studi nel 1923 e conseguì nello stesso anno il titolo di dottore in medicina. 

### Medico e docente universitario
Dal 1919 al 1924 ricoprì il ruolo di assistente del fisiologo Armin Tschermak von Seysenegg e di assistente dell'oftalmologo Anton Elschnig presso l'istituto di fisiologia dell'Università Carolina di Praga. Nel 1924 divenne assistente dell'oftalmologo svizzero August Siegrist presso il policlinico di Berna. Nel 1927 divenne primario, nel 1930 conseguì l'abilitazione in oculistica, nel 1935 sposò Erna Renfer. Nello stesso anno subentrò a Siegrist nel ruolo di professore di oftalmologia. Dal 1945 al 1947 fu preside della facoltà di medicina. Nell'anno accademico 1964/65 divenne Rettore dell'Università di Berna. Ricoprì ininterrottamente dal 1935 al 1968 la carica di direttore della clinica. Hans Goldmann morì a Berna il 19 Novembre del 1991 all'età di 92 anni. Nella clinica oculistica di Berna è stata fondata l'ancora oggi esistente Fondazione Hans Goldmann per l'oculistica.

## Principali contributi scientifici

### Ricerca clinica
Dal 1923, a Berna, si occupò della patogenesi della cataratta in generale e, in particolare, si occupò della cosiddetta cataratta dei soffiatori di vetro (conosciuta anche come cataratta da energia radiante). Durante questo periodo entrò in contrasto con Alfred Vogt, direttore della clinica oftalmologica universitaria di Zurigo, che sosteneva che la cataratta fosse il risultato dell'assorbimento dei raggi infrarossi direttamente dal cristallino, mentre Goldmann pensava che questo fenomeno fosse causato dal calore trasferito al cristallino dai raggi infrarossi assorbiti dall'iride. A dar ragione alla teoria di Goldmann furono innumerevoli esperimenti che confermarono la sua ipotesi. Solo successivamente, nel 1980, attraverso vari esperimenti M. L. Wohlbarsht e altri dimostrarono che avevano ragione entrambi gli scienziati riuscendo definitivamente a spiegare la patogenesi della cataratta dei soffiatori di vetro. In questi stessi anni Goldmann estese le sue ricerche mediche anche ad altri ambiti; eseguì delle ricerche su malattie immunologiche dell'occhio come l'uveite dove raggiunse cospicui risultati avvalendosi della collaborazione dell'oftalmologo svizzero Rudolf Witmer, che sarebbe divenuto nel 1961 direttore della Clinica Oftalmologica di Zurigo. Sicuramente ad aiutare molto Goldmann fu l'utilizzo del regolo calcolatore, uno strumento di calcolo analogico, che sfrutta le proprietà dei logaritmi, riconducendo operazioni più complesse (prodotti, quozienti, esponenziali) ad operazioni più semplici sui logaritmi dei rispettivi operandi. Goldmann fu fra tanti il primo a studiare la dinamica dei fluidi nell'occhio e localizzò il sito di maggiore resistenza al deflusso situato all'inizio del canale di Schlemm. Tra la fine del '40 e l'inizio del '50 pubblicò importanti saggi. Si ricordano in particolare: "Der Druck im Schlemm'schen Kanal bei normalen Druck und bei Glaucoma chronicum simplex" La pressione nel canale di Schlemm negli occhi con pressione normale e nel glaucoma cronico semplice o ad angolo aperto) e "Zur Frage des Sitzes der Winderstandserhohung beim einfachen Glaukom" (Sulla questione del sito di maggiore resistenza al deflusso nel glaucoma semplice o ad angolo aperto).

### Innovazioni tecniche
Nel 1937 presentò al quindicesimo congresso internazionale di oftalmologia a Il Cairo il suo gonioscopio a specchio che era stato usato già da lui e da altri per studiare e classificare l'angolo della camera anteriore dell'occhio. Molti medici prima di lui avevano sviluppato numerosi strumenti per la gonioscopia ma le lenti oculari di Goldmann, grazie alle loro proprietà ottiche e alla loro semplicità, si rivelarono essere le migliori e le più versatili. Migliorò anche la cosiddetta "lampada a fessura", originariamente inventata da Allvar Gullstrand nel 1912, strumento essenziale nella biomicroscopia per l'ispezione del bulbo oculare, e nel 1954, all'incontro annuale della Società oftalmologica francese, presentò per la prima volta il suo nuovo tonometro, uno strumento impiegato per la misurazione della pressione interna dell'occhio, che migliorò ulteriormente tra il 1955 e il 1956. Dopo studi solerti delle leggi di Imbert-Fick che erano alla base dello sviluppo della tonometria, arrivò alla conclusione che:
(Hans Goldmann)
Ma rimangono sicuramente le sue innovazioni nell'ambito della biomicroscopia a rappresentare il contributo maggiore alla branca della oftalmologia da parte di Goldmann. Gli scienziati che lo avevano preceduto avevano già introdotto e perfezionato i metodi di esame dell'occhio, che tuttavia risultavano ancora complicati nella loro applicazione e fastidiosi per il paziente. Inoltre potevano solo essere effettuati in clinica. Il passo in avanti di Goldmann nell'ambito della biomicroscopia arrivò nel 1959 disegnando le sue famosi lenti a contatto con tre specchi che perfezionavano e implementavano l'esame dell'angolo irido-corneale e del fondo oculare.

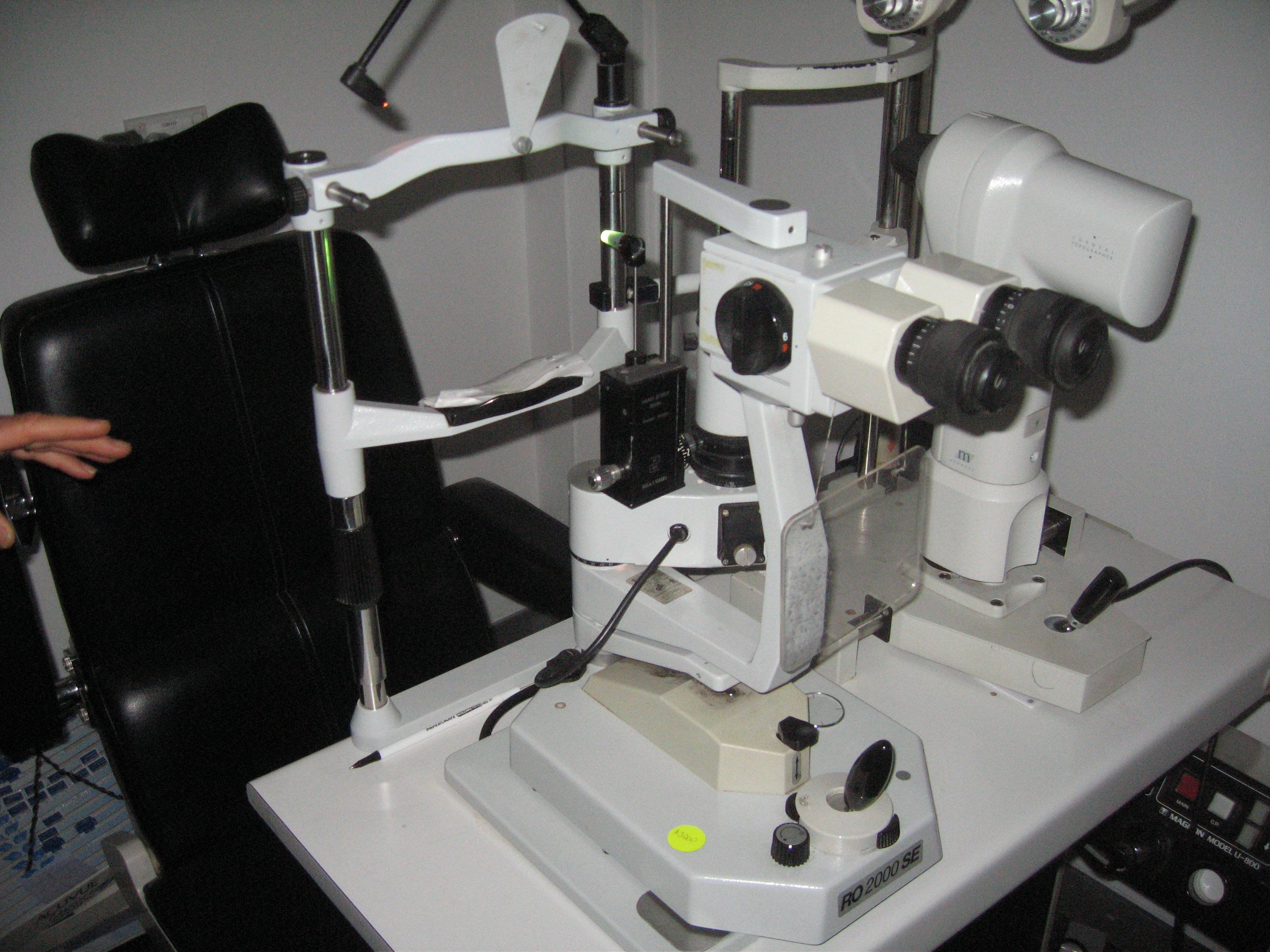
Tonometro di Goldmann
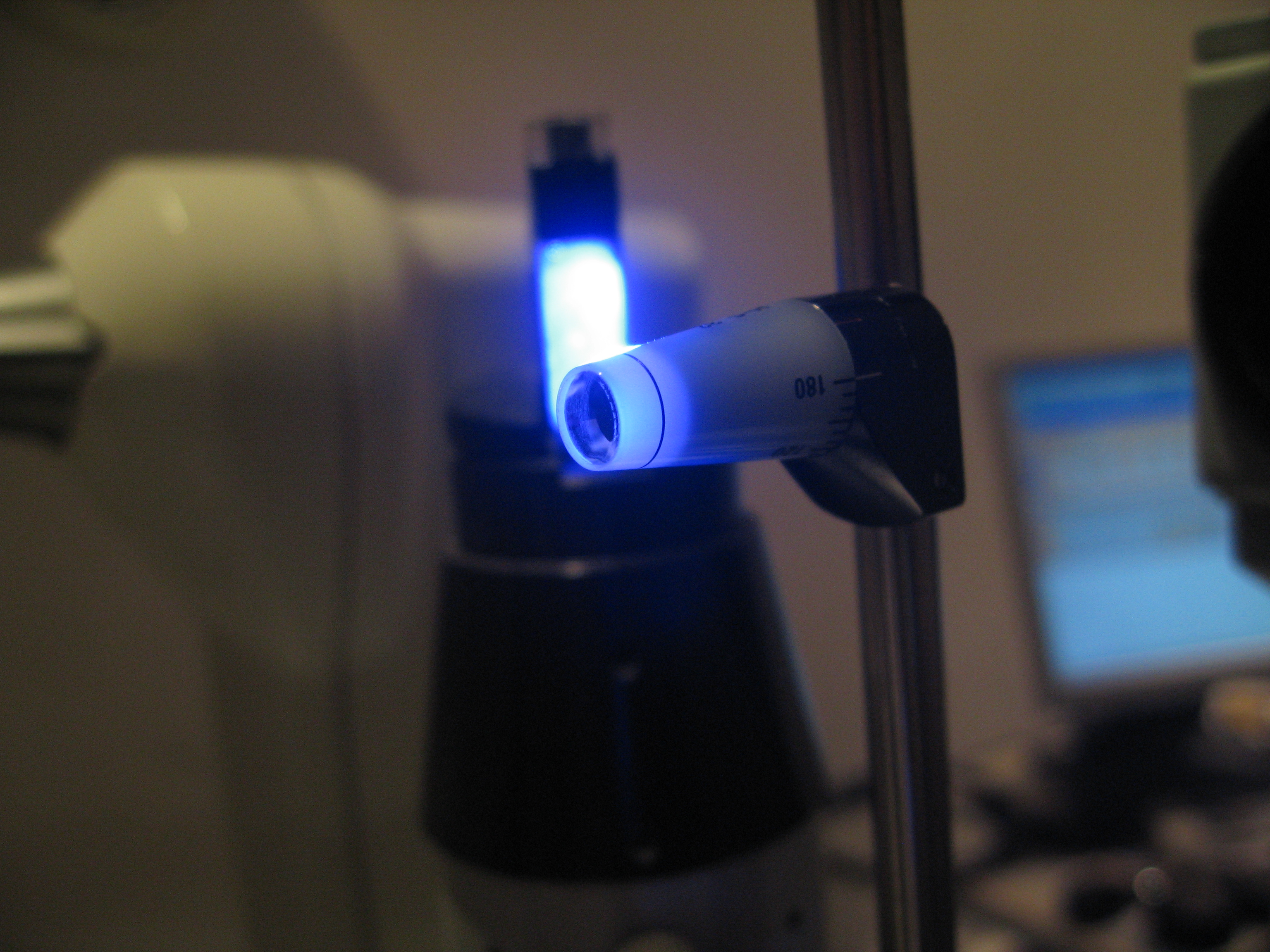
La lampada a fessura con tonometro di Goldmann
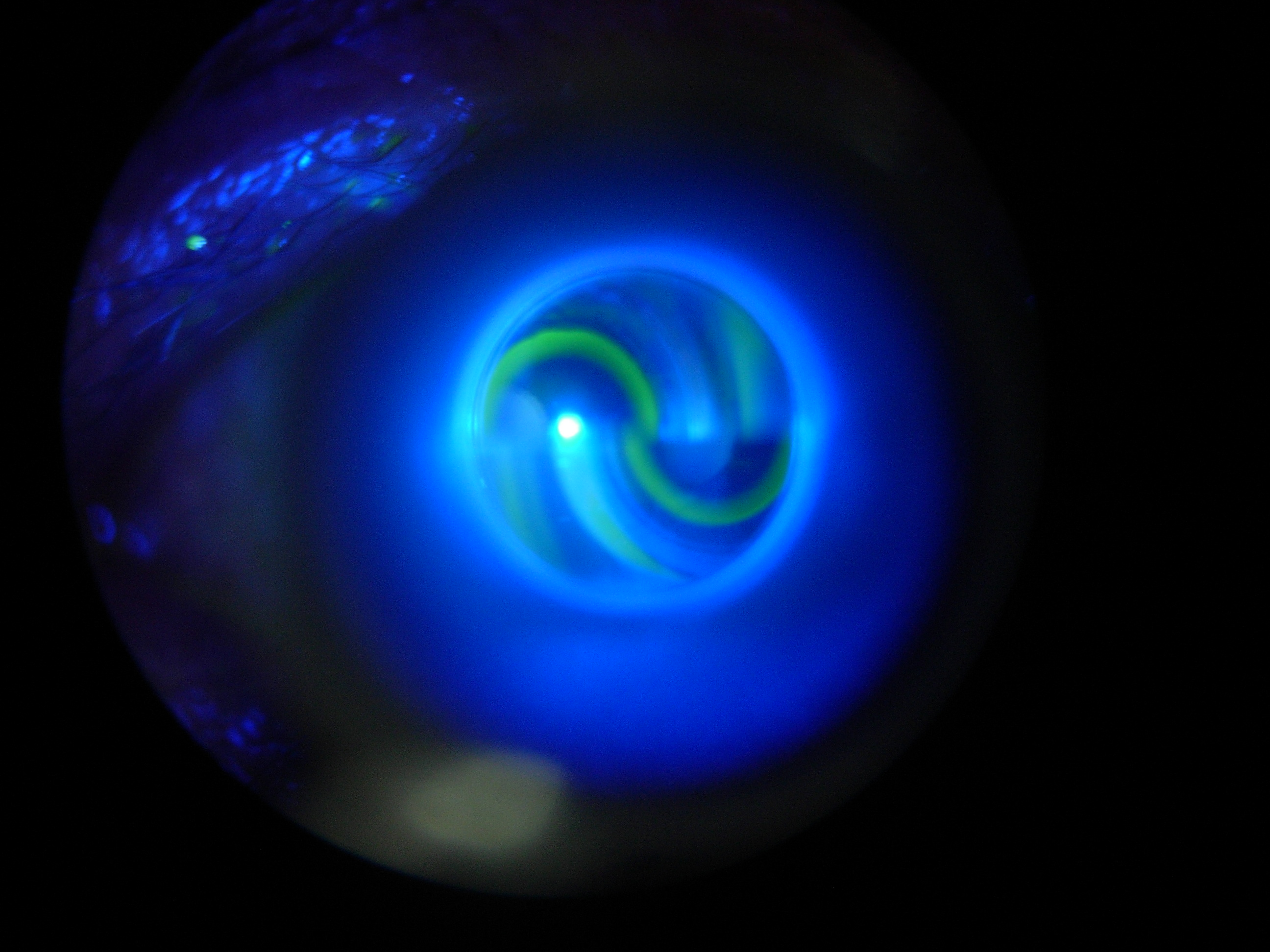
I semicerchi osservabili attraverso la lampada a fessura
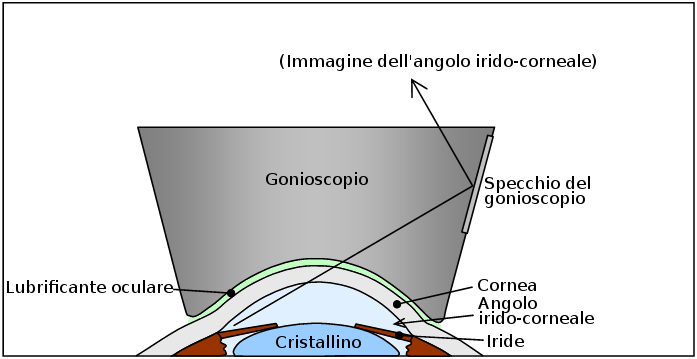
Schema della lente di Goldmann

### Ultimi anni
Hans Goldmann fu professore invitato un anno dopo il suo ritiro dalla scuola oftalmologica, al dipartimento di medicina nella Washington University a St. Louis a quel tempo guidata da Bernard Becker. Lì collaborò con tre scienziati di fama internazionale che lo affiancarono nei due filoni di ricerca che più lo avevano affascinato durante la sua vita; ovvero Jay Martin Enoch con il quale discusse sugli ultimi sviluppi della psicofisica degli stimoli sensoriali e Robert Moses e Bernard Becker, le massime autorità per la ricerca sul glaucoma di quel tempo. Lo sviluppo degli strumenti medici per Goldmann fu possibile anche grazie alla collaborazione con la società Haag-Streit Holding AG, un'azienda che si occupava della progettazione di strumenti tecnici medico-chirurgici. Oltre alle già citate lampada a fessura, al tonometro e alla lente a contatto a tre specchi Goldmann perfezionò il colorimetro, uno strumento che misura l'assorbimento di particolari lunghezze d'onda della luce da parte di una soluzione colorata. Accanto allo sviluppo di strumenti e metodologie fornì un notevole contributo allo studio e alla ricerca di patologie quali il glaucoma e la cataratta.

## Onorificenze
- Laurea ad honorem nell'università di Uppsala
- Laurea ad honorem nell'università di Strasburgo in Francia
- Laurea ad honorem nell'universita di Genf in svizzera nel 1976

## Pubblicazioni
Oltre 200 articoli su riviste scientifiche